# Rallye Korsika 1975
Die 19. Rallye Korsika war der 9. Lauf zur Rallye-Weltmeisterschaft 1975. Sie fand vom 8. bis zum 9. November in der Region von Ajaccio statt. Von den 10 geplanten Wertungsprüfungen wurden drei abgesagt.

## Klassifikationen

### Endergebnis
| Rang | Fahrer               | Co-Pilot              | Auto                     | Zeit (Std./Min./Sek.) | Rückstand Sieger(Min./Sek.) Rückstand V (Min./Sek.) |
| ---- | -------------------- | --------------------- | ------------------------ | --------------------- | --------------------------------------------------- |
| 1    | Bernard Darniche     | Alain Mahé            | Lancia Stratos HF        | 4:58:26               | 00:00                                               |
| 2    | Jean-Pierre Nicolas  | Vincent Laverne       | Alpine-Renault A110 1800 | 4:58:58               | 00:32                                               |
| 3    | Jean-Claude Andruet  | Yves Jouanny          | Alfa Romeo Alfetta GT    | 5:09:51               | 11:25 10:53                                         |
| 4    | Jean-Pierre Manzagol | Jean-François Filippi | Alpine-Renault A110 1800 | 5:15:42               | 17:16 05:51                                         |
| 5    | Jacques Henry        | Maurice Gelin         | Alpine-Renault A110 1800 | 5:19:41               | 21:15 03:59                                         |
| 6    | Francis Vincent      | Jacques Jaubert       | Alpine-Renault A110 1800 | 5:22:26               | 24:00 02:45                                         |
| 7    | Michèle Mouton       | Françoise Conconi     | Alpine-Renault A110 1800 | 5:33:49               | 35.23 11:23                                         |
| 8    | Jean-Marie Soriano   | Robert Simonetti      | Alpine-Renault A110 1800 | 5:52:45               | 54:19 18:56                                         |
| 9    | Bernard Picone       | Robert Cianelli       | Alpine-Renault A110 1800 | 5:52.46               | 54.20 00:01                                         |
| 10   | Henri Greder         | 'Celigny'             | Opel Kadett GT/E         | 5:58:21               | 59:55 05:35                                         |

Insgesamt wurden 22 von 77 gemeldeten Fahrzeuge klassiert:

### Herstellerwertung
| Pos. | Team           | Punkte |
| ---- | -------------- | ------ |
| 1    | Lancia         | 95     |
| 2    | Alpine-Renault | 60     |
| 3    | Fiat           | 58     |
| 4    | Opel           | 48     |
| 5    | Peugeot        | 40     |

Die Fahrer-Weltmeisterschaft wurde erst ab 1979 ausgeschrieben.